# Ava DuVernay
Ava DuVernay (ur. 24 sierpnia 1972 w Long Beach) – amerykańska reżyserka, scenarzystka i producentka filmowa. 

## Życiorys
Podwójna absolwentka na kierunkach literatura angielska i studia afroamerykańskie na Uniwersytecie Kalifornijskim w Los Angeles. W latach 1999–2011 zajmowała się marketingiem filmowym i była konsultantką ds. promocji przy około setce tytułów.
Jej fabularnym debiutem reżyserskim był I Will Follow (2010). Drugi projekt, W szczerym polu (2012) przyniósł jej nagrodę za najlepszą reżyserię na Sundance Film Festival jako pierwszej w historii imprezy czarnoskórej reżyserce. 
Była również pierwszą afroamerykańską twórczynią nominowaną do Złotego Globu dla najlepszego reżysera za przełomowy w jej karierze film Selma (2014). Obraz opowiadał o historycznym przemarszu z miejscowości Selma do Montgomery w stanie Alabama, który miał miejsce w 1965 z udziałem Martina Luthera Kinga. Uczestnicy tego wydarzenia domagali się równych praw dla czarnoskórych Amerykanów. Film był nominowany do Oscara za najlepszy film.
Sama DuVernay otrzymała wkrótce nominację do Oscara za najlepszy pełnometrażowy film dokumentalny za XIII poprawkę (2016), która w eseistyczny sposób przyglądała się nieprawidłowościom amerykańskiego systemu penitencjarnego.
Ostatnim filmem fabularnym DuVernay była wysokobudżetowa produkcja Disneya Pułapka czasu (2018), adaptacja klasycznej powieści dla dzieci autorstwa Madeleine L’Engle. Choć główne role zagrały w nim Oprah Winfrey i Reese Witherspoon, a obraz zarobił ponad 100 mln dolarów w amerykańskich kinach, nie spełnił pokładanych w nim oczekiwań.
Często pracuje dla platformy Netflix, dla której reżyseruje i produkuje seriale fabularne i dokumentalne, w tym. m.in. Jak nas widzą (2019).
DuVernay zasiadała w jury konkursu głównego na 71. MFF w Cannes (2018).